# Герб Усть-Камчатского района
Герб Усть-Камчатского района Камчатского края

## Описание и обоснование символики
Геральдическое описание (блазон) гласит:
Щит пересечён; вверху, в червлёном поле — курящаяся серебряная сопка, сопровождаемая двумя малыми вершинами того же металла; внизу, в лазоревом поле — золотой, бьющий хвостом кит.
Герб Усть-Камчатского района един и гармоничен: все фигуры герба отражают географические, исторические, социально-экономические, национальные особенности района. Мотив композиции герба — «Земля огнедышащих вулканов и горячих ключей».
Усть-Камчатск, центр одноименного района, основан в устье реки Камчатки в 1926 году как торговый морской порт и названный так по месту основания — в устье реки Камчатки, свою историю ведёт с начала XVIII века, когда на местах казачьих зимовий на р. Камчатке были заложены два острога — Верхнекамчатский и Нижекамчатский. Последний, самый отдаленный уголок России, на рубеже XVIII—XIX веков на полуострове Камчатке стал центром жизни: отсюда, из «колыбели кораблестроения», уходили в свои знаменательные плавания первые камчатские экспедиции, имевшие целью «звериные помыслы» на Алеутских островах и освоение северо-западного побережья Америки.
Многое повидала усть-камчатская земля за свою историю: смелые экспедиции первопроходцев и знаменитый бунт туземца-мятежника Ф. Харчина, строительство бота «Святой архангел Гавриил» и судна «Черный Орел», процветание, а затем гибель Нижнекамчатского острога — эти исторические события аллегорически показаны красной частью герба.

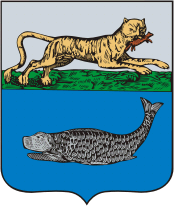
Герб Нижне-Камчатска 1790 года

В композицию герба Усть-Камчатского района включен кит — основная фигура исторического герба г. Нижне-Камчатска Приморской области Иркутского наместничества, Высочайше утверждённого 26 октября 1790 г., подлинное описание которого гласит: «Въ верхней части щита герб Иркутскій. Въ нижней части, въ голубомъ полъ, китъ, в знакъ того, что у сего города въ Океанъ много ихъ находится».
Золото символизирует высшую ценность, величие, прочность, силу, великодушие.
В композицию герба района включен и величайший вулкан Евразии — Ключевская Сопка, как неотъемлемая часть ландшафта, символизирующий величие, великодушие и вместе с тем — силу природы.
Серебро символизирует чистоту, веру, искренность, чистосердечность, благородство, откровенность — именно эти качества присущи жителям «земли огнедышащих вулканов и горячих ключей».
Современный Усть-Камчатский район — это центр рыбодобывающей и мореперерабатывающей промышленности, перевалочная база и морской торговый порт.
Лазоревая часть щита аллегорически символизирует эти основные направления социально-экономического развития района. Лазоревая часть герба также показывает и географическое расположение Усть-Камчатского района на берегу Усть-Камчатского залива Тихого океана. При этом Усть-Камчатский район расположен на красивых и богатых экзотикой местах: сопки, разнообразный животный мир привлекают туристов со всего мира.
Лазурь — цвет ясного неба и моря, представляет высоту и глубину, постоянство и преданность, правосудие и совершенство.
Красная часть щита символизирует огонь, мужество, самоотверженность, красоту.
Авторы герба: идея герба: Борис Невзоров (р.п. Усть-Камчатск), Виктор Морозов (р.п. Усть-Камчатск); геральдическая доработка: Константин Мочёнов (Химки); обоснование символики: Галина Туник (Москва); компьютерный дизайн: Сергей Исаев (Москва).
Герб утвержден решением Совета народных депутатов Усть-Камчатского муниципального района № 150 от 2 апреля 2003 года и внесен в Государственный геральдический регистр Российской Федерации — № 1181.